# Biotopo Castelfeder
Il Biotopo Castelfeder (in tedesco Biotop Castelfeder) è una area naturale protetta della Provincia autonoma di Bolzano che si estende su una superficie di 108 ha nel comune di Montagna.

## Territorio
Il punto più basso è a 218 metri sul livello del mare, il più elevato a 406. È uno dei 175 biotopi tutelati in provincia di Bolzano ed è un Sito di Importanza Comunitaria protetto nell'ambito del progetto europeo Natura 2000. È collegato al Parco naturale Monte Corno.

## Flora
Si caratterizza per essere, dopo la val Venosta, il luogo in cui si trovano i prati aridi più estesi della provincia, in particolare nella parte superiore, dove le rocce porfidiche risultano arrotondate dai ghiacciai; ma anche per il bosco submediterraneo (soprattutto di roverella). Nelle conche si possono trovare anche un piccolo lago e delle torbiere. L'aspetto naturalistico del sito è stato storicamente plasmato dall'uso civico di pascolo a favore degli allevatori del comune di Montagna, titolare dell'area. Il pascolo ha impedito l'imboschimento e ha mantenuto in uso gli stagni.

## Fauna
Per quanto riguarda la fauna, 73 sono le specie segnalate.